# Pohár národů IFA7
Pohár národů IFA7 se koná se od roku 2015 a pořádá ho International Football Association 7 (IFA7). První ročník se odehrál v roce 2015 V Quitu v Ekvádoru. Na posledním turnaji ve Španělsku v únoru 2025 zvítězili reprezentanti Mexika.

## Turnaje
| Rok  | Hostitel                  | Finále   | Finále           | Finále             | Zápas o     | Zápas o | Zápas o      |
| Rok  | Hostitel                  | Vítěz    | Skóre            | Poražený finalista | Třetí místo | Skóre   | Čtvrté místo |
| ---- | ------------------------- | -------- | ---------------- | ------------------ | ----------- | ------- | ------------ |
| 2015 | Ekvádor (Quito)           | Ekvádor  | 3 – 3 (2–1 pen.) | Mexiko             | Argentina   | 5 – 0   | Kanada       |
| 2019 | Mexiko (Ciudad de México) | Brazílie | 2 – 1            | Mexiko             | Kostarika   | 3 – 2   | Francie      |
| 2025 | Španělsko (Alicante)      | Mexiko   | 3 – 3 (1–0 pen.) | Paraguay           | Španělsko   | 5 – 2   | Ukrajina     |

## Medailový stav podle zemí do roku 2025 (včetně)
| Pořadí | Země      | Zlato | Stříbro | Bronz | Celkem |
| 1.     | Mexiko    | 1     | 2       | 0     | 3      |
| 2.     | Ekvádor   | 1     | 0       | 0     | 1      |
| 2.     | Brazílie  | 1     | 0       | 0     | 1      |
| 3.     | Paraguay  | 0     | 1       | 0     | 1      |
| 4.     | Argentina | 0     | 0       | 1     | 1      |
| 4.     | Kostarika | 0     | 0       | 1     | 1      |
| 4.     | Španělsko | 0     | 0       | 1     | 1      |